# 知多岡田簡易郵便局
知多岡田簡易郵便局（ちたおかだかんいゆうびんきょく）は、愛知県知多市岡田字中谷8にある郵便局（簡易郵便局）。1902年（明治35年）に竣工した木造2階建ての洋風建築である。現役の郵便局舎としては愛知県最古であり、登録有形文化財に登録されている。

## 歴史

### 郵便局の開設
1899年（明治32年）、知多郡岡田村の伊井又兵衛は知多郡横須賀町にある横須賀郵便局の郵便受取所として、別の民家に岡田郵便受取所を開設した。1902年（明治35年）10月1日にこの建物で業務開始し、1903年（明治36年）12月5日には岡田郵便局に改称した。昭和前期には建物の改修工事が行われている。
1955年（昭和30年）8月16日には知多郵便局に改称した。

### 業務閉鎖と再開
1966年（昭和41年）2月には別の場所に知多郵便局の局舎が移転し、この建物は郵便局としては閉鎖された。建物は初代局長を務めた伊井家が所有しており、一時的に家具店として、また八百屋の倉庫として使用された。
1992年（平成4年）にこの建物を取り壊す話が浮上した際には、地元住民の間から建物の保存と郵便局の営業再開を期待する声が上がったため、1993年（平成5年）7月1日に知多岡田簡易郵便局として業務を再開した。このことをきっかけとして、1994年（平成6年）には岡田街並保存会が結成されている。

### 文化財としての保存
2012年（平成24年）9月には国の登録有形文化財に登録することが文部科学大臣に答申され、2013年3月29日付で登録された。知多市初の登録有形文化財である。
2014年（平成26年）10月には愛知登文会によって、愛知県内の37件の登録有形文化財の特別公開（後のあいたて博）が初めて行われたが、この際には知多岡田簡易郵便局や木綿蔵ちたも公開の対象となった。
2017年（平成29年）には岡田地区において旧中七木綿本店の各建物も登録されている。2018年（平成30年）5月21日には知多岡田簡易郵便局に強盗が押し入り、局長に対して金銭を要求したが、消火剤を撒いたうえで何も取らずに逃走した。

## 建築
寄棟造、桟瓦葺、木造2階建ての洋風建築である。2階はもともと宿直室だった。
1階の半分は簡易郵便局として、もう半分は観光案内所を兼ねた岡田街並保存会の事務局として使用されている。

## 取扱内容
- 郵便
- 貯金
- 保険